# Villa Ekman
La villa Ekman est un édifice de style fonctionnaliste construit dans le quartier de Jänessaari à Turku en Finlande.

## Présentation
La villa Ekman est un édifice conçu par l'architecte Erik Bryggman.
La construction de la Villa Ekman dans l'ile d'Hirvensalo s'est été achevée au milieu de l'été 1933.
Une jetée, une salle de bains, un garage et un sauna ont été ajoutés en 1934.
La conception du bâtiment a pris en compte à la fois la vue sur la route maritime au nord et la liaison au jardin et au soleil du sud.
La villa se compose de trois parties : une cuisine à l'ouest, un salon central et une aile pour les chambres à l'est.
Deux marches descendent de l'aile des chambres au grand salon, qui est donc légèrement plus bas que les chambres.
À l'intérieur, le rouge-brun, le noir, le vert olive et le gris-bleu ont été utilisés comme couleurs initiales.
Dans le cadre de la rénovation de la façade dans les années 2000, les intérieurs ont été repeints en blanc.
L'extérieur de la villa est crépi en blanc.